# Westbahn (Austria)
Westbahn – dwutorowa, częściowo czterotorowa, zelektryfikowana linia kolejowa w Austrii, która łączy Wiedeń z Salzburgiem przez St. Pölten i Linz i jest jedną z najważniejszych linii kolejowych w Austrii.
Została otwarta jako Kaiserin Elisabeth-Bahn w 1858 roku (Wiedeń – Linz).
Linia jest własnością i jest zarządzana przez Österreichische Bundesbahnen (ÖBB). Jest częścią projektu Magistrale for Europe.